# Mamerthes terminalis
Mamerthes terminalis là một loài bướm đêm trong họ Noctuidae.